# Данакіль (пустеля)

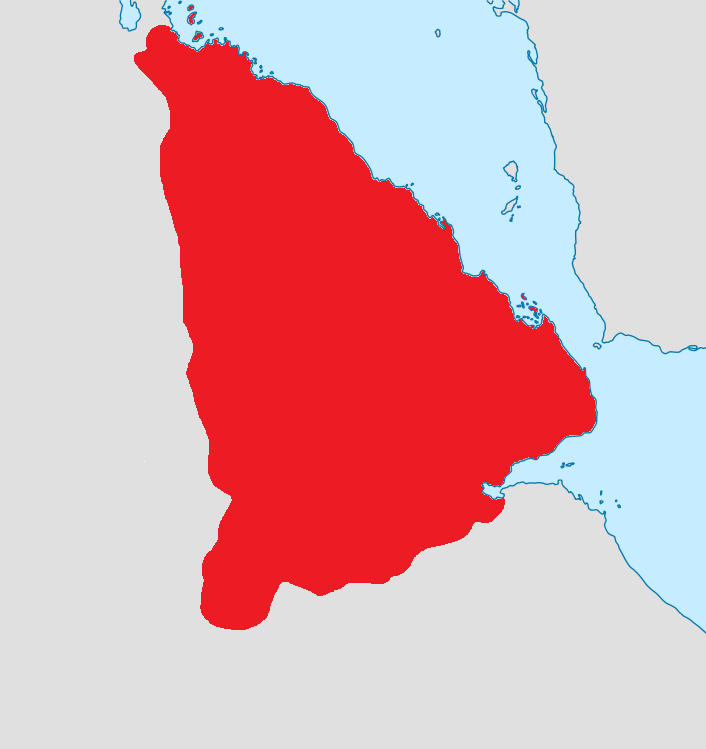
Розташування екорегіону Данакіль

Данакіль — пустеля на північному сході Африки, на терені північної Ефіопії, південно-східної Еритреї і Джибуті. Пустеля Данакіль, є одним із найменш гостинних районів Землі, розташована в центрі Афарського трійника (частиною якої є Данакільська западина), великої геологічної депресії розташованої на 120 м нижче рівня моря. Є домівкою афарців, які відомі своєю здатністю виживати в екстремальних умовах.
Пустеля є також домівкою африканських диких віслюків.
У регіоні розташовано багато вулканів, у тому числі Ерта-Але і Даббаху.